# Wang Foh-San
Wang Foh-San (também Wang Fu-shan; Xangai, 1907 ou 6 de outubro de 1908 – Xangai, 10 de dezembro de 1993) foi um físico chinês, que estudou e obteve um doutorado na Universidade de Leipzig, orientado por Werner Heisenberg

## Vida e obra
Wang veio de uma família rica e teve muito boa formação escolar. Estudou inicialmente na Universidade de Guanghua em Xangai, onde foi inspirado por um professor de matemática que estudou na Alemanha para lá ir estudar. Devido à crise econômica global e à hiperinflação na República de Weimar o dólar chinês era tão forte que Wang pôde viajar para a Alemanha em 1929 com o apoio da família. Foi inicialmente para Göttingen, a fim de estudar física com Max Born. Decidiu no entanto indicá-lo para o Instituto de Física Teórica em Leipzig, sob a direção de Werner Heisenberg, que era mais adequado aos estudos de Wang. Wang estudou lá, com uma interrupção devido a uma tuberculose, de 1929 a 1940. Nos últimos anos também começou a lecionar.
Jing Cheng Qu, que foi seu aluno de 1980 a 1983 na Universidade Fudan, escreve que ele, seis anos mais novo que Heisenberg, tinha um contato com ele em círculos familiares como se fosse um irmão.
Em 1939 completou seu doutorado, que publicou em 1940 com o título Über die Bremsung sehr energiereicher Protonen und Neutronen durch Ausstrahlung von Mesotronen. Seu trabalho sobre as partículas hoje conhecidas como mésons coloca-se entre a previsão teórica de Hideki Yukawa e a nomeação de mesotrons em 1935 (Prêmio Nobel de 1949) e a descoberta de Cecil Frank Powell (junto com outros) do primeiro méson, o píon, em 1947 (Prêmio Nobel 1950). O trabalho de Wang sustentou experimentalmente a teoria de Yukawa, embora ele superestimasse a energia do méson com 109 a 1011 elétron-volts, em vez dos 1,39 * 108 elétron-volts (para o pion) por um fator de 10 a 1.000, 7 anos antes da partícula ser detectada.
Em 1940 Wang deixou a Alemanha e retornou para a China, onde ocupou inicialmente a cátedra do Instituto de Física da Universidade de Guanghua e mais tarde a cátedra do Instituto de Física da Universidade de Tongji. Após a Segunda Guerra Mundial Wang se preocupou com o abastecimento de Heisenberg e sua mulher, enviando-lhes pacotes de comida de Xangai. Quando a China reorganizou seu sistema universitário em 1952, Wang tornou-se catedrático do Instituto de Física da Universidade Fudan, onde foi professor até sua aposentadoria em 1985. Embora não tenha continuado suas pesquisas sobre física desde seu retorno, é-lhe atribuída uma contribuição muito grande para a formação em física na China. Mesmo depois do fim da Revolução Cultural na China em 1979, continuou ensinando física. Na década de 1980 Wang trabalhou com a pesquisa sobre a história da física, tendo Heisenberg como tema principal.

## Publicações
- namentlich genannte Mitarbeit am "§ 3. Numerische Auswertung" von: C. F. von Weizsäcker: Zur Theorie der Kernmassen. In: Zeitschrift für Physik. 96 (1935), p. 431–458.
- Über die erweiterte Thomas-Fermi-Methode bei Atomkernen. In: Zeitschrift für Physik, Ausg. 100, Springer Verlag, November 1936, p. 734–741.
- Über die Bremsung sehr energiereicher Protonen und Neutronen durch Ausstrahlung von Mesotronen. [Diss.], Universität Braunschweig, 1940.
- Studies in the History of Modern Physics. Commercial Press, Beijing 1987.
- Einige Erinnerungen an meine Studienzeit in Deutschland. In: Christian Kleint; Gerald Wiemers: Werner Heisenberg in Leipzig, 1927–1942. Akademie Verlag, 1993, p. 110 ff.